# 白山乃愛
白山 乃愛（しろやま のあ、2012年〈平成24年〉7月11日 - ）は、日本の子役。
埼玉県出身。東宝芸能所属。第9回 東宝「シンデレラ」オーディショングランプリ。

## 人物・来歴
2022年（令和4年）に行われた第9回 東宝「シンデレラ」オーディションにて最年少シンデレラとして優勝を果たして芸能界入り。
特技はリップスティック（キャスターボード）、縄跳び、習字、クラシックバレエ。

## 受賞歴
2022年
- 第9回東宝「シンデレラ」オーディション グランプリ受賞

## 出演
太字は主要人物。

### 映画
- ふしぎ駄菓子屋 銭天堂（2024年12月13日、東宝） - 大野藍花 役[3][4][5]
- 秒速5センチメートル（2025年10月10日公開予定、東宝） - 篠原明里（幼少期）役[6]

### 劇場アニメ
- 果てしなきスカーレット（2025年11月21日公開予定、ソニー・ピクチャーズ エンタテインメント） - 死者の国で出会う少女 役[7]

### テレビドラマ
- Dr.チョコレート（2023年4月22日 - 6月24日、日本テレビ） - 寺島唯（Dr.チョコレート）役[8][9]
- ゆりあ先生の赤い糸（2023年10月19日 - 12月14日、テレビ朝日） - 小山田まに 役[10]
- 漫画家イエナガの複雑社会を超定義 第6回（2023年11月17日、NHK総合） - 家長ユーリ 役[11]
- Re:リベンジ-欲望の果てに-（2024年4月11日 - 6月20日、フジテレビ） - 朝比奈美咲 役[12]
- スカイキャッスル（2024年7月25日 - 9月26日、テレビ朝日） - 浅見真珠 役[13]
- NHKスペシャル 「創られた“真実”ディープフェイクの時代」（2025年3月18日、NHK総合） - 麗美 役[14]
- 波うららかに、めおと日和 第9話（2025年6月19日、フジテレビ） - 芳森蓉子 役[15]
- プレミアムドラマ「照子と瑠衣」（2025年6月22日  - 、NHK BSプレミアム4K・NHK BS） - 照子（中学生時代） 役[16]

### ラジオドラマ
・田毎の月が沈む（2025年8月23日〈予定〉、NHK FM） - 楓 役

### ラジオ
- ニッポン放送こどもの日スペシャル“のあ”と“こうえ”のはじめてラジオ（2023年5月5日、ニッポン放送） - パーソナリティ[17]

### CM
- KUMON「基礎学力の大逆襲！」篇（2024年1月15日 - 〈web CM〉、2024年3月6日 - 〈テレビCM〉）[18]
- ポケモンカードゲーム バトルアカデミー 入学篇（2024年3月1日 - ）[19][20]